# Caldwell (Nueva Jersey)
Caldwell es una borough ubicada en el condado de Essex en el estado estadounidense de Nueva Jersey. En el año 2010 tenía una población de 7822 habitantes y una densidad poblacional de 2523,23 personas por km².
En esta localidad nació el que fuera presidente de los Estados Unidos entre 1885-1889 y 1893-1897, Grover Cleveland.

## Geografía
Caldwell se encuentra ubicado en las coordenadas 40°50′20″N 74°16′37″O / 40.83889, -74.27694.

## Demografía
Según la Oficina del Censo en 2000 los ingresos medios por hogar en la localidad eran de $61,250 y los ingresos medios por familia eran $81,989. Los hombres tenían unos ingresos medios de $53,548 frente a los $40,543 para las mujeres. La renta per cápita para la localidad era de $34,630. Alrededor del 4.8% de la población estaba por debajo del umbral de pobreza.